# بطولة العالم لسباق الدراجات على الطريق 1958
بطولة العالم لسباق الدراجات على الطريق 1958 هي الدورة ال31 من بطولة العالم لسباق الدراجات على الطريق، أجريت في رانس، فرنسا.

## برنامج المسابقات
رجال
- سباق الطريق المداري.

سيدات
- سباق الطريق المداري.

## النتائج النهائية
| المسابقة            | ذهبية                    | فضية                  | برونزية                 |
| ------------------- | ------------------------ | --------------------- | ----------------------- |
| الرجال              |                          |                       |                         |
| سباق الطريق المداري | إركولي بالديني (إيطاليا) | ليسون بوبيت (فرنسا)   | André Darrigade (فرنسا) |
| السيدات             |                          |                       |                         |
| سباق الطريق المداري | إلسي جاكوبس (لوكسمبورغ)  | Tamara Novikova (URS) | Mariya Loukchina (URS)  |